# Avro Canada CF-100 Canuck

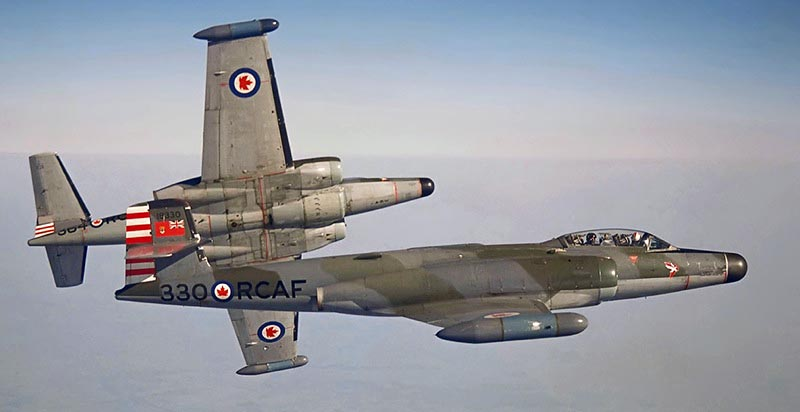
De Avro Canada CF-100 Canuck

De Avro Canada CF-100 Canuck, ook de clunk of klomp genoemd, is een Canadese interceptor/jager met dubbele straalmotor, ontworpen en geproduceerd door vliegtuigbouwer Avro Canada. Het heeft de eer het enige Canadees ontworpen gevechtsvliegtuig te zijn dat in massaproductie ging. 
Het toestel werd ook in kleine aantallen aangekocht door België om de Luchtcomponent van Defensie uit te rusten. Vanaf 1957 vloog de 1e Jachtwing met dit toestel vanaf de vliegbasis Bevekom. In totaal kocht België 53 toestellen aan. Het laatste toestel, de AX-53 werd in januari 1964 gesloopt.

## Historiek
De ontwikkeling van dit toestel begon in oktober 1946 na specificatie van de Royal Canadian Air Force (RCAF) waarin werd gevraagd om een nieuw van straalmotoren voorzien onderscheppings-/gevechtsvliegtuig geschikt voor langeafstandspatrouille en all-weather operaties. Op 19 januari 1950 maakte het CF-100 Mark 1 prototype, 18101, zijn eerste vlucht, aangedreven door een paar Rolls-Royce Avon RA 3 turbojet motoren. Zowel de pre-productie als de productieserie werden aangedreven door de in eigen land ontwikkelde Avro Orenda motor. Uit testvluchten bleek dat de CF-100 een relatief korte starttijd had en een hoge klimsnelheid, en daardoor geschikt als onderscheppingsjager. Op 18 december 1952 bracht Squadron Leader Janusz Żurakowski, de hoofdtestpiloot van het Avro bedrijf, het CF-100 Mk 4 prototype tot Mach 1.10 in een duikvlucht vanaf 14.000 m. Hiermee was dit toestel het eerste straalvliegtuig met rechte vleugels dat een gecontroleerde supersonische vlucht bereikte.